# Dumbrava (Timiș)
Dumbrava é uma comuna romena localizada no distrito de Timiș, na região histórica do Banato (parte da Transilvânia). A comuna possui uma área de 56.67 km² e sua população era de 2741 habitantes segundo o censo de 2007.